# Lucas Hamilton
Lucas Hamilton (* 12. Februar 1996 in Ararat) ist ein australischer Radrennfahrer.

## Sportlicher Werdegang
Zu Beginn seiner Radsportkarriere bestritt Lucas Hamilton auch Rennen auf der Bahn und wurde 2014 mit Matthew Ross australischer Junioren-Meister im Zweier-Mannschaftsfahren. Im selben Jahr wurde er Ozeanienmeister der Junioren im Straßenrennen sowie nationaler Straßenmeister der Junioren.
Im Erwachsenenbereich konzentrierte Hamilton sich auf Straßenrennen. 2016 entschied er die Bergwertung der Tour de l’Avenir für sich. Zur Saison 2017 erhielt Hamilton einen Vertrag beim chinesischen UCI Continental Team Mitchelton-Scott. Im selben Jahr wurde er ozeanischer Straßenmeister und gewann die UCI Oceania Tour sowie die Tour Alsace und eine Etappe des Giro Ciclistico d’Italia. Mit dem Team siegte er 2017 beim Mannschaftszeitfahren des Rennens Toscana Terra di Ciclismo Eroica.
Zur Saison 2018 wechselte Hamilton zum australischen UCI WorldTeam Mitchelton-Scott, mit dem er in seinem ersten Jahr den Lauf der Hammer Series in Hongkong gewann 2019 bestritt er als Domestik von Simon Yates mit dem Giro d’Italia seine erste Grand Tour und belegte Rang 25 in der Gesamtwertung. Daraufhin wurde er in australischen Medien als neue Grand-Tour-Hoffnung gefeiert. Er gewann zudem die Settimana Internazionale sowie zwei Etappen der Czech Cycling Tour, bei der ebenfalls 2020 eine Etappe für sich entscheiden konnte. 2020 gelang ihm mit einem Erfolg bei der vierten Etappe der Tirreno–Adriatico sein erster Sieg in der UCI WorldTour.
Am 1. November wurde bekannt, dass er sich für die Saison 2025 Ineos Grenadiers anschließen wird. 

## Erfolge
2014
- Australischer Junioren-Meister – Zweier-Mannschaftsfahren (mit Matthew Ross)
- Junioren-Ozeanienmeister – Straßenrennen
- Australischer Junioren-Meister – Straßenrennen

2016
- Bergwertung Tour de l’Avenir

2017
- Gesamtwertung, Bergwertung und Nachwuchswertung Tour Alsace
- Mannschaftszeitfahren Toscana Terra di Ciclismo Eroica
- eine Etappe Giro Ciclistico d’Italia
- Ozeanische Meisterschaften – Straßenrennen

2018
- Hammer Hongkong

2019
- zwei Etappen Czech Cycling Tour
- Gesamtwertung, Nachwuchswertung und Mannschaftszeitfahren Settimana Internazionale

2020
- Mannschaftszeitfahren Czech Cycling Tour
- eine Etappe Tirreno–Adriatico

## Grand Tour-Platzierungen
| Grand Tour            | 2019 | 2020 | 2021 | 2022 | 2023 | 2024 |
| --------------------- | ---- | ---- | ---- | ---- | ---- | ---- |
| Giro d’ItaliaGiro     | 25   | DNF  | –    | 13   | –    | –    |
| Tour de FranceTour    | –    | –    | DNF  | –    | –    | –    |
| Vuelta a EspañaVuelta | –    | –    | 54   | 78   | –    | –    |